# Coupe d'Europe des nations d'athlétisme 1975
Navigation
CE des nations 1973 CE des nations 1977
La 5e coupe d'Europe des nations d'athlétisme se déroule les 16 et 17 août 1975 à Nice en France, au Stade Charles-Ehrmann, appelée alors le Stade de l'Ouest, qui accueille, chaque journée, environ 20 000 spectateurs [1].
L'Allemagne de l'Est s'impose dans les 2 épreuves masculine et féminine, même si la coupe est très disputée, jusqu'aux dernières épreuves. La finale la plus disputée est le 100 m où les juges mettent 24 heures pour départager au photo-finish Valeriy Borzov et Pietro Mennea (10 s 40 tous les deux).
La France masculine obtient une première place dans l'épreuve du 110 m haies, trois deuxièmes places, quatre quatrièmes paces, une cinquième place, sept sixièmes places et deux huitièmes places [1].

## Classement
| Place | Pays                 | Points |
| ----- | -------------------- | ------ |
| 1     | Allemagne de l'Est   | 112    |
| 2     | Union soviétique     | 109    |
| 3     | Pologne              | 101    |
| 4     | Royaume-Uni          | 83     |
| 5     | Allemagne de l'Ouest | 83     |
| 6     | Finlande             | 83     |
| 7     | France               | 80     |
| 8     | Italie               | 68     |

| Place | Pays                 | Points |
| ----- | -------------------- | ------ |
| 1     | Allemagne de l'Est   | 97     |
| 2     | Union soviétique     | 77     |
| 3     | Allemagne de l'Ouest | 64     |
| 4     | Pologne              | 57     |
| 5     | Roumanie             | 52     |
| 6     | Bulgarie             | 47     |
| 7     | Royaume-Uni          | 39     |
| 8     | France               | 35     |

## Résultats

### Hommes
| 100 m (vent : - 0,7 m/s) | Valeriy Borzov 10 s 40                                                                                | Pietro Mennea 10 s 40                                                                                      | Alexander Thieme 10 s 53                                                            |
| 200 m (vent : -0,9 m/s) | Pietro Mennea 20 s 42 (CR)                                                                            | Valeriy Borzov 20 s 61                                                                                     | Antti Rajamäki 20 s 97                                                              |
| 400 m | David Jenkins 45 s 52                                                                                 | Markku Kukkoaho 45 s 56                                                                                    | Jerzy Pietrzyk 45 s 67                                                              |
| 800 m | Steve Ovett 1 min 46 s 56                                                                             | Dieter Fromm 1 min 47 s 36                                                                                 | Vladimir Ponomaryov 1 min 47 s 64                                                   |
| 1 500 m | Thomas Wessinghage 3 min 39 s 1                                                                       | Bronisław Malinowski 3 min 39 s 8                                                                          | Frank Clement 3 min 40 s 1                                                          |
| 5 000 m | Brendan Foster 13 min 36 s 18 (CR)                                                                    | Enn Sellik 13 min 42 s 83                                                                                  | Manfred Kuschmann 13 min 44 s 79                                                    |
| 10 000 m | Karl-Heinz Leiteritz 28 min 37 s 2                                                                    | Dave Black 28 min 42 s 2                                                                                   | Giuseppe Cindolo 28 min 48 s 0                                                      |
| 3 000 m steeple | Michael Karst 8 min 16 s 4                                                                            | Frank Baumgartl 8 min 17 s 6 (NR)                                                                          | Bronisław Malinowski 8 min 18 s 6                                                   |
| 110 m haies (vent : - 1,4 m/s) | Guy Drut 13 s 57 (CR)                                                                                 | Thomas Munkelt 13 s 78                                                                                     | Viktor Myasnikov 13 s 88                                                            |
| 400 m haies | Alan Pascoe 49 s 00 (CR)                                                                              | Jean-Claude Nallet 49 s 38                                                                                 | Jerzy Hewelt 50 s 59                                                                |
| 4 × 100 m | Allemagne de l'Est Hans-Joachim Zenk Thomas Munkelt Hans-Jürgen Bombach Alexander Thieme 38 s 98 (CR) | Union soviétique Aleksandr Kornelyuk Nikolay Kolesnikov Juris Silovs Valeriy Borzov 39 s 00                | Italie Vincenzo Guerini Luciano Caravani Luigi Benedetti Pietro Mennea 39 s 32      |
| 4 × 400 m | Royaume-Uni Glen Cohen Jim Aukett Bill Hartley David Jenkins 3 min 2 s 9                              | Allemagne de l'Ouest Franz-Peter Hofmeister Horst-Rüdiger Schlöske Lothar Krieg Bernd Herrmann 3 min 3 s 4 | Finlande Juhani Tiihonen Ossi Karttunen Markku Taskinen Markku Kukkoaho 3 min 4 s 1 |
| Saut en hauteur | Aleksandr Grigoryev 2,24 m (CR)                                                                       | Paul Poaniewa 2,22 m                                                                                       | Rolf Beilschmidt 2,20 m                                                             |
| Saut à la perche | Wladyslaw Kozakiewicz 5,45 m                                                                          | Antti Kalliomäki 5,40 m                                                                                    | Yuriy Isakov 5,40 m                                                                 |
| Saut en longueur | Grzegorz Cybulski 8,15 m (CR)                                                                         | Valeriy Podluzhniy 7,92 m                                                                                  | Peter Rieger 7,70 m                                                                 |
| Triple saut | Viktor Saneïev 16,97 m                                                                                | Christian Valétudié 16,70 m                                                                                | Andrzej Sontag 16,32 m                                                              |
| Lancer du poids | Geoff Capes 20,75 m                                                                                   | Heinz-Joachim Rothenburg 20,33 m                                                                           | Valeriy Voykin 19,47 m                                                              |
| Lancer du disque | Wolfgang Schmidt 63,16 m                                                                              | Pentti Kahma 62,70 m                                                                                       | Hein-Direck Neu 62,20 m                                                             |
| Lancer du marteau | Karl-Hans Riehm 77,50 m (CR)                                                                          | Valentin Dmitrenko 77,22 m                                                                                 | Jochen Sachse 76,04 m                                                               |
| Lancer du javelot | Nikolay Grebnyev 84,30 m                                                                              | Piotr Bielczyk 82,00 m                                                                                     | Seppo Hovinen 81,02 m                                                               |
| Records et Performances - AR : Record continental (area record) - CR : Record des championnats (championship record) - MR : Record du meeting (meet record) - NR : Record national (national record) - OR : Record olympique (olympic record) - PR : Record paralympique (paralympic record) - PB : Record personnel (personal best) - SB : Meilleure performance personnelle de la saison (season's best) - WL : Meilleure performance mondiale de l'année (world leader) - WJR : Record du monde junior (world junior record) - WR : Record du monde (world record) Circonstances et Conditions - DNF : N'a pas terminé (did not finish) - DNS : N'a pas pris le départ (did not start) - DQ : Disqualification (disqualification) - NM : Aucun essai valable enregistré (No Mark) - Q : Qualifié « directement » au prochain tour (ou à la prochaine compétition), lors d'une compétition majeure, grâce au classement ou à la réalisation des minima (automatic qualifier) - q : Qualifié au prochain tour (ou à la prochaine compétition), lors d'une compétition majeure, grâce au repêchage ou à la réalisation de l'une des meilleures performances parmi celles des « non qualifiés directement » (grâce au meilleur temps ou à la meilleure distance par exemple) (secondary qualifier) | | |                                                                                     |

### Femmes
| 100 m (vent : - 0,5 m/s) | Renate Stecher 11 s 29                                                                       | Andrea Lynch 11 s 37                                                                             | Irena Szewinska 11 s 41                                                                        |
| 200 m (vent : - 0,8 m/s) | Renate Stecher 22 s 63 (CR)                                                                  | Irena Szewinska 22 s 84                                                                          | Annegret Richter 23 s 28                                                                       |
| 400 m | Irena Szewinska 50 s 50 (CR)                                                                 | Ellen Streidt 50 s 61                                                                            | Donna Murray 51 s 30                                                                           |
| 800 m | Mariana Suman 2 min 0 s 6                                                                    | Ulrike Klapezynski 2 min 0 s 7                                                                   | Lilyana Tomova 2 min 1 s 1                                                                     |
| 1 500 m | Waltraud Strotzer 4 min 8 s 0                                                                | Natalia Andrei 4 min 8 s 4                                                                       | Tatyana Kazankina 4 min 8 s 9                                                                  |
| 100 m haies (vent : - 0,3 m/s) | Annelie Ehrhardt 12 s 83 (CR)                                                                | Grazyna Rabsztyn 12 s 85                                                                         | Natalya Lebedeva 12 s 93                                                                       |
| 4 × 100 m | Allemagne de l'Est Monika Meyer Renate Stecher Carla Bodendorf Sybille Priebsch 42 s 81 (CR) | Union soviétique Nadezhda Besfamilnaya Lyudmila Maslakova Svetlana Belova Vera Anisimova 43 s 19 | Allemagne de l'Ouest Inge Helten Annegret Kroniger Annegret Richter Brigitte Wilkes 43 s 58    |
| 4 × 400 m | Allemagne de l'Est Brigitte Rohde Gisela Anton Rita Kühne Ellen Streidt 3 min 24 s 0 (CR)    | Royaume-Uni Jannette Roscoe Gladys Taylor Verona Elder Donna Murray 3 min 26 s 6 (NR)            | Union soviétique Inta Kļimoviča Larisa Golovanova Ingrida Barkane Nadezhda Ilyina 3 min 27 s 0 |
| Saut en hauteur | Rosemarie Ackermann 1,94 m                                                                   | Ulrike Meyfarth 1,92 m (NR)                                                                      | Virginia Ioan 1,86 m                                                                           |
| Saut en longueur | Lidiya Alfeyeva 6,76 m (NR)                                                                  | Christa Striezel 6,56 m                                                                          | Jacqueline Curtet 6,36 m                                                                       |
| Lancer du poids | Marianne Adam 21,32 m (CR)                                                                   | Svetlana Krachevskaya 20,53 m                                                                    | Ivanka Khristova 20,24 m                                                                       |
| Lancer du disque | Faina Melnik 66,54 m                                                                         | Gabriele Hinzmann 64,72 m                                                                        | Argentina Menis 63,60 m                                                                        |
| Lancer du javelot | Ruth Fuchs 64,80 m                                                                           | Svetlana Babich 61,88 m                                                                          | Lyutvian Mollova 58,36 m                                                                       |
| Records et Performances - AR : Record continental (area record) - CR : Record des championnats (championship record) - MR : Record du meeting (meet record) - NR : Record national (national record) - OR : Record olympique (olympic record) - PR : Record paralympique (paralympic record) - PB : Record personnel (personal best) - SB : Meilleure performance personnelle de la saison (season's best) - WL : Meilleure performance mondiale de l'année (world leader) - WJR : Record du monde junior (world junior record) - WR : Record du monde (world record) Circonstances et Conditions - DNF : N'a pas terminé (did not finish) - DNS : N'a pas pris le départ (did not start) - DQ : Disqualification (disqualification) - NM : Aucun essai valable enregistré (No Mark) - Q : Qualifié « directement » au prochain tour (ou à la prochaine compétition), lors d'une compétition majeure, grâce au classement ou à la réalisation des minima (automatic qualifier) - q : Qualifié au prochain tour (ou à la prochaine compétition), lors d'une compétition majeure, grâce au repêchage ou à la réalisation de l'une des meilleures performances parmi celles des « non qualifiés directement » (grâce au meilleur temps ou à la meilleure distance par exemple) (secondary qualifier) |                                                                                              |                                                                                                  |                                                                                                |

## Demi-finales

### Messieurs
Les trois demi-finales, qualificatives pour la finale (les deux premières équipes), se sont déroulées les 12 et 13 juillet 1975 à Turin, Londres et Leipzig.
| Place | Pays                 | Points |
| ----- | -------------------- | ------ |
| 1     | Allemagne de l'Ouest | 101    |
| 2     | Italie               | 83     |
| 3     | Roumanie             | 65     |
| 4     | Hongrie              | 62     |
| 5     | Tchécoslovaquie      | 61     |
| 6     | Belgique             | 47     |

| Place | Pays             | Points |
| ----- | ---------------- | ------ |
| 1     | Pologne          | 92     |
| 2     | Royaume-Uni      | 91     |
| 3     | Union soviétique | 80     |
| 4     | Suède            | 68     |
| 5     | Espagne          | 49     |
| 6     | Bulgarie         | 38     |

| Place | Pays               | Points |
| ----- | ------------------ | ------ |
| 1     | Allemagne de l'Est | 98     |
| 2     | Finlande           | 89     |
| 3     | France             | 71,5   |
| 4     | Yougoslavie        | 61,5   |
| 5     | Suisse             | 55     |
| 6     | Grèce              | 43     |

### Dames
Les trois demi-finales se sont déroulées le 12 juillet 1975 à Budapest, Lüdenscheid et Sofia.
| Place | Pays             | Points |
| ----- | ---------------- | ------ |
| 1     | Union soviétique | 68     |
| 2     | Roumanie         | 50     |
| 3     | Hongrie          | 46     |
| 4     | France           | 37     |
| 5     | Autriche         | 36     |
| 6     | Belgique         | 34     |

| Place | Pays                 | Points |
| ----- | -------------------- | ------ |
| 1     | Pologne              | 63     |
| 2     | Allemagne de l'Ouest | 63     |
| 3     | Finlande             | 48     |
| 4     | Tchécoslovaquie      | 44     |
| 5     | Italie               | 33     |
| 6     | Danemark             | 21     |

| Place | Pays               | Points |
| ----- | ------------------ | ------ |
| 1     | Allemagne de l'Est | 77     |
| 2     | Bulgarie           | 54     |
| 3     | Royaume-Uni        | 53     |
| 4     | Pays-Bas           | 32     |
| 5     | Suède              | 31     |
| 6     | Yougoslavie        | 26     |

## Tour préliminaire

### Messieurs
Deux tours préliminaires ont été nécessaires les 14 et 15 juin 1975, un à Lisbonne, l'autre à Athènes. Les trois premières équipes sont qualifiées pour les demi-finales.
| Place | Pays     | Points |
| ----- | -------- | ------ |
| 1     | Espagne  | 114    |
| 2     | Suisse   | 110    |
| 3     | Belgique | 93     |
| 4     | Pays-Bas | 88     |
| 5     | Portugal | 65     |
| 6     | Islande  | 46     |
| 7     | Irlande  | 43     |

| Place | Pays     | Points |
| ----- | -------- | ------ |
| 1     | Roumanie | 94     |
| 2     | Bulgarie | 92     |
| 3     | Grèce    | 90     |
| 4     | Norvège  | 59     |
| 5     | Autriche | 47     |
| 6     | Danemark | 45     |

### Dames
Deux tours préliminaires ont été nécessaires le 14 juin 1975, un à Madrid, l'autre à Osijek. Les trois premières équipes sont qualifiées pour les demi-finales.
| Place | Pays            | Points |
| ----- | --------------- | ------ |
| 1     | Tchécoslovaquie | 63     |
| 2     | Belgique        | 57     |
| 3     | Suède           | 52     |
| 4     | Suisse          | 52     |
| 5     | Espagne         | 28     |
| 6     | Portugal        | 20     |

| Place | Pays        | Points |
| ----- | ----------- | ------ |
| 1     | Yougoslavie | 50     |
| 2     | Autriche    | 45     |
| 3     | Danemark    | 41     |
| 4     | Irlande     | 31     |
| 5     | Grèce       | 27     |